# Александър Маркевич
Александър Прокофиевич Маркевич (1905 – 1999) е изтъкнат украински зоолог и паразитолог. Академик на Академията на науките на УССР (1957), член на Академията по зоология на Индия (1969).

## Биография
Той е роден в с. Плоске, Киевска област, Украйна в селско семейство на 6 (19) март 1905 г.

## Научна дейност
Широкият път в науката той поема още като ученик в Белоцерковския педагогически техникум (1921 – 1925), където започва да изучава рибите в р. Роси и прави експериментални изследвания за изясняване влиянието на температурата върху развитието на различните стадии на шарана. В процеса на работата той събира и обработва голяма колекция от риби, част от която служи за експонати в Белоцерковския областен музей и за издаването на брошурата „Риби Білоцерківщини“ (1929).
Изследванията на Маркевич в областта на ихтиологията продължава от 1925 до 1926 г., когато е преподавател в агропрофесионално трудово училище по естественонаучни дисциплини и немски език. Резултатите от ихтиологичните си изследвания той съобщава на заседание на Киевското общество на естествоизпитателите (1926). По това време е вече студент в Киевския университет и се е включва в зоологически кръжок. Паралелно със следването Маркевич се специализира по хидробиология в Днепърската биологична станция към Академията на науките на УССР. Заедно със сътрудниците на станцията той взема участие в хидробиологичните изследвания на днепърските прагове (1928 – 1929), участва в експедиция за изучаване на водоемите на Виницкия окръг с цел повишаване на рибопродуктивността им (1929), в експедиция за изследване на водоемите на Бела Церква и др. В този период се заражда интересът му към паразитите у рибите и болестите, които те причиняват. Интересът му към тези проблеми го довежда до аспирантура в Института по ихтиология към Всесъюзната академия на селскостопанските науки на името на В. И. Ленин (по-късно наречена ВНИОРХ, а сега – ГосНИОРХ) в Ленинград. В лабораторията по болестите на рибите под ръководството на В. А. Догел той изучава паразитните ракообразни предимно от групата Copepoda parasitica. Благодарение на огромното трудолюбие и упоритост на Маркевич, паразитните веслоноги ракообразни (за които преди е имало само откъслечни сведения) стават една от най-изучените групи паразити на сладководните риби на СССР. Само за една година той дава пълна представа за фауната на паразитните копеподи на Аралско и Каспийско море, на Ладожкото и Онежкото езеро, на Финския залив, на малките езера в Карелия и Ленинградска област и на водоемите на Украинската ССР. При това биват описани много нови за науката видове паразити и голямо число нови родове.
След завършването на аспирантура Александър Прокофиевич е назначен на длъжност старши научен сътрудник към същата лаборатория. Като изучава масовото измиране на млади шарани в Николския рибовъден завод през 1933 г., той пръв установява, че причината е масовото размножаване на опасната паразитна инфузория Chilodonella cyprini през зимата, а не през лятото, както преди се е смятало. През 1934 г. Маркевич взема участие в написването на „Справочник за рибното стопанство на малки водоеми“.
В Ленинград той развива педагогическа дейност. От 1931 до 1935 г. той чете курс по болести на рибите в Ленинградския рибопромишлен техникум. От 1933 г. е доцент в Катедрата по биология към Ленинградския химикотехнологичен институт по хранителна промишленост, а от януари 1934 г. е професор към същия институт.
През 1935 г. отива в Киев, за да завежда Секция по морфология на безгръбначните в Института по зоология (АН на УССР) и да ръководи Катедрата по зоология на безгръбначните животни при Киевския университет. След две години оглавява организирания от него отдел по паразитология към Института по зоология при Академия на науките на УССР. Още от самото начало Маркевич се заема и организира ихтиопаразитологичните изследвания в републиката.
През време на Великата отечествена война Маркевич работи в Башкирия в изследователска ветеринарна опитна станция. Тук се занимава с изучаване паразитите по селскостопанските животни и с борба с болестите, причинени от тях. След войната Александър Прокофиевич се завръща в Киев и продължава ихтиопаразитологичните си изследвания както в Института по зоология при Академията на науките, така и в Катедрата по зоология на безгръбначните животни при Киевския университет.
Голяма заслуга на Маркевич е създаването на основния труд „Основы паразитологии“ (1950 г.), в който отразява постиженията на съветската паразитология и е обобщава опита на своята школа.
През 1970 г. Маркевич е организира в състава на Института по хидробиология на Академията на науките на УССР първия отдел в света по хидропаразитология.
- Ergasilus briani Markevich, 1932
- Paraergasilus rylovi Markevich, 1937
- Ergasilus auritus Markewitsch, 1940
- Ergasilus anchoratus Markewitsch, 1946

## Международно сътрудничество
А. П. Маркевич е взема участие в много конференции, симпозиуми и конгреси както в СССР, така и в други страни. Той е председател на Оргкомитета на първата международна конференция по проблема „Флора и фауна на Карпатите“. Възглавява делегацията на съветски учени на II международен конгрес на паразитолозите във Вашингтон и др. Преподава (1964 – 1965) и като професор в Каирския университет. Той е експерт по въпросите по паразитология в Националния научен център в Египет (1966 – 1967), чете избрани лекции по паразитология в България (1959), Полша, Чехословакия, Англия, Франция, САЩ и др.
Александър Маркевич има тесни научни контакти с българските зоолози и паразитолози. За това способствуват както чувствата му на дълбоко уважение към българския народ, така и знанието на български език и познаването на българската литература. Той посещава няколко пъти България, като изнася научни доклади в Института по зоология при БАН. В Софийския университет изнася курс по въпросите на филогенията на животинския свят.